# Диогениан
Диогениан (на латински: Diogenianus; Diogenes; fl.: 492 – 520) е военачалник на Източната Римска империя.
През 492 г. участва в исаврийската война (492 – 497) на император Анастасий I. През 493 г. обсажда Клавдиополис в Кападокия и побеждава с помощта на Флавий Йоан.
През 520 г. е magister militum praesentalis Oriente при император Юстин I.